# Xerodes ypsaria
Xerodes ypsaria là một loài bướm đêm trong họ Geometridae.